# Torre Vermelha (Pärnu)

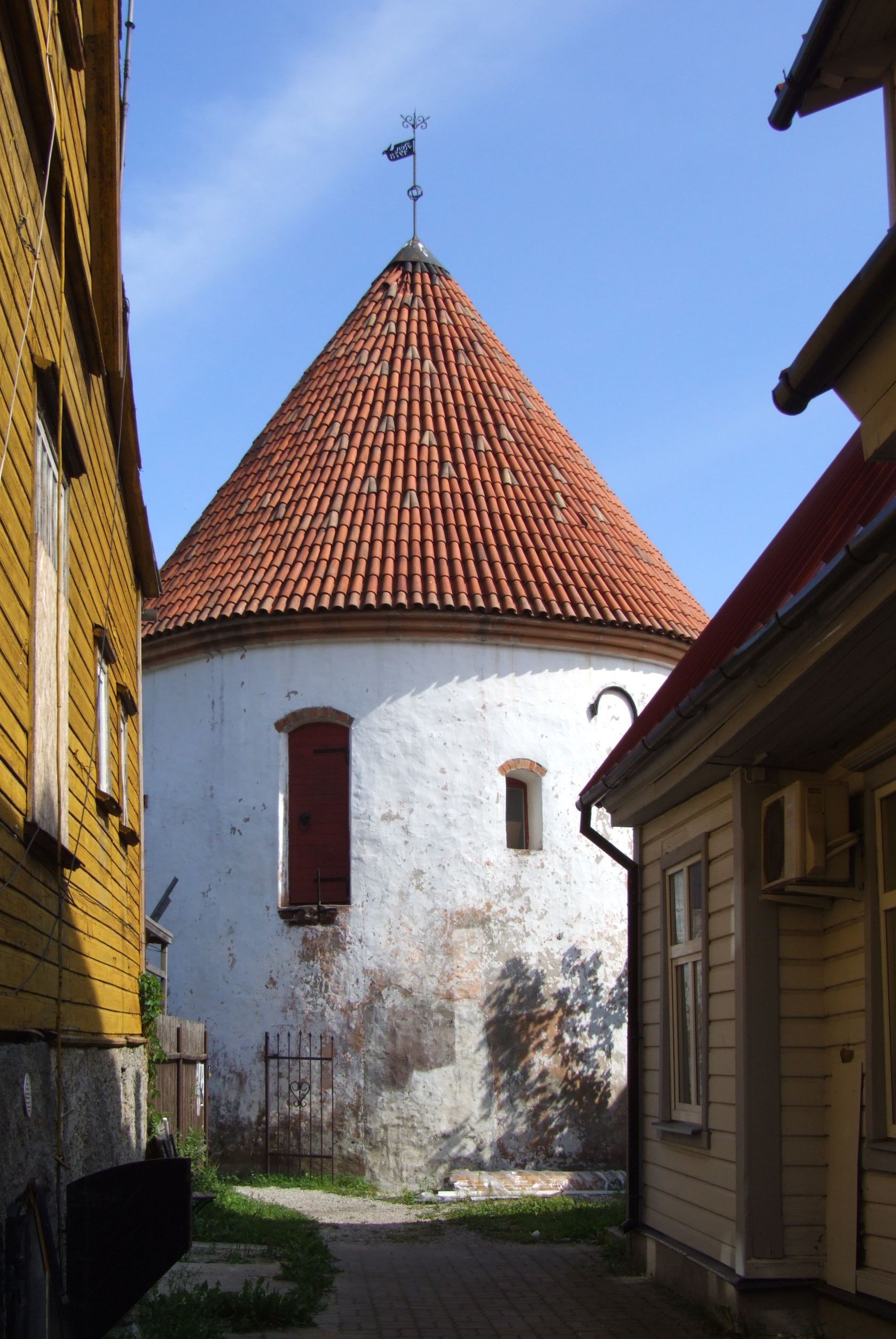

A Torre Vermelha (em estoniano:  Punane torn) é uma torre em Pärnu, na Estónia. A torre é a única construção da fortaleza medieval de Nova-Pärnu que se conserva até hoje. O nome da torre deve-se aos tijolos vermelhos que são usados para revestir o interior e o exterior da torre.
A torre foi construída no século XV e foi usada como prisão. No século XVII, a torre tinha quatro andares. Três andares estão preservados até hoje.
Desde o século XIX o edifício teve várias finalidades, como por exemplo, arquivo da cidade.